# 1935-ös magyar birkózóbajnokság
Az 1935-ös magyar birkózóbajnokság a huszonkilencedik magyar bajnokság volt. A kötöttfogású bajnokságot június 8. és 9. között rendezték meg Budapesten, az újpesti Tungsram-kultúrházban, a szabadfogású bajnokságot pedig október 13-án Budapesten, a Beketow Cirkuszban.

## Eredmények

### Férfi kötöttfogás
| Versenyszám   | Arany                    | Arany | Ezüst                    | Ezüst | Bronz                       | Bronz |
| ------------- | ------------------------ | ----- | ------------------------ | ----- | --------------------------- | ----- |
| Légsúly       | Imrei Károly Újpesti TE  |       | Lőrincz Márton MAC       |       | Gyarmati Pál Testvériség SE |       |
| Pehelysúly    | Zombori Ödön MAC         |       | Tóth Ferenc Újpesti TE   |       | Próka István Újpesti TE     |       |
| Könnyűsúly    | Biczó Géza Törekvés SE   |       | Kálmán József Újpesti TE |       | Fábián Pál BVSC             |       |
| Kisközépsúly  | Próka Gyula Újpesti TE   |       | Finyák Sándor Győri AC   |       | Vincze Gyula Újpesti TE     |       |
| Nagyközépsúly | Schäffer Kálmán Húsos SC |       | Vitális Sándor Dorogi AC |       | Kripkó Antal Dorogi AC      |       |
| Kisnehézsúly  | Virág-Ébner Ede MAC      |       | Pethő József BVSC        |       | Tarányi József Munkás TE    |       |
| Nehézsúly     | Bóbis Gyula BVSC         |       | Váradi Újpesti TE        |       | Fried Vasas SC              |       |

### Férfi szabadfogás
| Versenyszám   | Arany                    | Arany | Ezüst                        | Ezüst | Bronz                                   | Bronz |
| ------------- | ------------------------ | ----- | ---------------------------- | ----- | --------------------------------------- | ----- |
| Légsúly       | Lőrincz Márton MAC       |       | Aranyi Lajos Munkás TE       |       | Tóth István Újpesti TE                  |       |
| Pehelysúly    | Tóth Ferenc Újpesti TE   |       | Fecske Béla Munkás TE        |       | Móri Gyula Testvériség SE               |       |
| Könnyűsúly    | Ferencz Károly BSzKRt SE |       | Kálmán József Újpesti TE     |       | Sági Imre MÁV Előre                     |       |
| Kisközépsúly  | Próka Gyula Újpesti TE   |       | Sóvári Kálmán Húsos SC       |       | Kárpáti Károly Testnevelési Főiskola SC |       |
| Nagyközépsúly | Riheczky János MÁVAG SK  |       | Spitzer Kálmán Erzsébeti MTK |       | Bánki József BSzKRt SE                  |       |
| Félnehézsúly  | Virág-Ébner Ede MAC      |       | Palotás József BVSC          |       | Szilágyi Újpesti TE                     |       |
| Nehézsúly     | Bóbis Gyula BVSC         |       | Balatoni Munkás TE           |       | Tarányi József Munkás TE                |       |